# 分解反应
分解反应（decomposition reaction）是化学反应的常见类型之一，是指化合物在特定条件下分解成二种或二种以上元素或化合物的反应。
例如：水在通电的情况下会分解成氢气和氧气；氯酸钾加热分解成氯化钾和氧气等。
大多数分解反应是常见的吸热反应。

## 反應公式

### 一般反應

#### 公式
一般的分解反應的公式：{\displaystyle {\ce {AB -> A + B}}}例子
電解水來產生氫氣和氧氣：
{\displaystyle {\ce {2H2O -> 2H2 ^ + O2 ^}}}

### 附加例子
一個自發分解的例子是雙氧水，它會緩慢地分解為水和氧氣：
{\displaystyle {\ce {2H2O2 -> 2H2O + O2 ^}}}
碳酸鹽被加熱時會分解(碳酸H2CO3例外，碳酸會緩慢地分解為二氧化碳和水：
{\displaystyle {\ce {H2CO3 -> H2O + CO2 ^}}}
其他碳酸鹽被加熱時會分解為其金屬的氧化物和二氧化碳：
{\displaystyle {\ce {{\it {M}}CO3->{\it {M}}O\ +CO2}}}(M是任何金屬)
例子是碳酸鈣：
{\displaystyle {\ce {CaCO3 -> CaO + CO2}}}
氯酸鹽加熱時也會分解為其金屬的氯化物和氧氣。
{\displaystyle {\ce {2{\it {M}}ClO3->2{\it {M}}Cl\ +3O2}}} (M是任何金屬)
一個常見的例子是氯酸鉀：
{\displaystyle {\ce {2KClO3 -> 2KCl + 3O2}}}